# Ярова (Сороцький район)
Ярова́ (рум. Iarova) — село в Молдові у Сороцькому районі. Розташоване на правому березі річки Дністер. Адміністративний центр однойменної комуни, до складу якої також входять села Балинці та Нові Балинці.
Неподалік від села розташований пункт пропуску на кордоні з Україною Ярова—Яруга.
| Молдова | Це незавершена стаття з географії Молдови. Ви можете допомогти проєкту, виправивши або дописавши її. |